# Garci Rodríguez de Montalvo
Garci Rodríguez de Montalvo var en spansk författare i början av 1500-talet.
År 1508 utgav han riddarromanen Amadís de Gaula, en bearbetning av en äldre förlorad roman.